# Michel Paccard (Eishockeyspieler)
Michel Paccard (* 1. November 1908 in Chamonix; † 4. Juli 1987 in La Tronche) war ein französischer Eishockeyspieler.

## Karriere
Michel Paccard nahm für die französische Eishockeynationalmannschaft an den Olympischen Winterspielen 1936 in Garmisch-Partenkirchen teil. Auf Vereinsebene spielte er für den Chamonix Hockey Club.